# Campeonato Brasiliense de Futebol de 2021 - Segunda Divisão
O Campeonato Brasiliense de Futebol de 2021 - Segunda Divisão é a 25ª edição da segunda divisão do futebol do Distrito Federal. A competição, organizada pela Federação de Futebol do Distrito Federal, o torneio será disputado entre 18 de setembro e 24 de outubro por dez equipes do Distrito Federal e Goiás.

## Regulamento
Na primeira fase, as 10 (dez) equipes serão divididas em 2 grupos, onde jogarão entre si em seus respectivos grupos em jogos somente de ida, onde as duas melhores classificadas de cada grupi avançarão para as semifinais.
Na semifinal, os confrontos serão definidos por cruzamento olímpico (2°A x 1°B, 2°B x 1°A) onde farão jogos de ida e volta com a vantagem do mando de campo no jogo de volta para a equipe de melhor campanha. Ao final, as equipes vencedoras dos confrontos avançarão para as finais e garantirão uma vaga para a Primeira Divisão em 2022.
Na final, os dois clubes farão um jogo único, onde a vencedora do confronto se consagrará campeã da competição.

### Critérios de desempate
1. Maior número de vitórias
2. Maior saldo de gols
3. Maior número de gols pró
4. Menor número de cartões vermelhos recebidos
5. Menor número de cartões amarelos recebidos
6. Sorteio

## Equipes participantes
| Equipe                                                   | Localidade   | Em 2020        | Estádio (mando em 2021) | Capacidade | Títulos            |
| -------------------------------------------------------- | ------------ | -------------- | ----------------------- | ---------- | ------------------ |
| Associação Recreativa Cultural Unidos do Cruzeiro - ARUC | Cruzeiro     | Não participou | Defelê                  | 1 500      | 0 (não possui)     |
| Bolamense Futebol Clube                                  | Riacho Fundo | 7º             | Rorizão                 | 8 000      | 1 (em 2017)        |
| Brasília Futebol Clube                                   | Brasília     | 6º             | Bezerrão                | 20 000     | 2 (último em 2008) |
| Sociedade Esportiva Ceilandense                          | Ceilândia    | 11º(A)         | Abadião                 | 4 000      | 1 (em 2009)        |
| Cruzeiro Futebol Clube                                   | Cruzeiro     | 8º             | Augustinho Lima         | 15 000     | 0 (não possui)     |
| Grêmio Esportivo Brazlândia                              | Brazlândia   | Não participou | Chapadinha              | 3 000      | 2 (último em 2011) |
| Legião Futebol Clube                                     | Brasília     | 4º             | Rorizão                 | 8 000      | 0 (não possui)     |
| Paranoá Esporte Clube                                    | Paranoá      | 12º(A)         | JK Paranoá              | 4 000      | 2 (último em 2019) |
| Planaltina Esporte Clube                                 | Planaltina   | 5º             | Augustinho Lima         | 15 000     | 0 (não possui)     |
| Sociedade Esportiva Planaltina - Taguatinga              | Taguatinga   | 3º             | Rorizão                 | 8 000      | 0 (não possui)     |

## Fase final
|  | Semifinais        | Semifinais | Semifinais | Semifinais |   |          | Final | Final |
|  |                   |            |            |            |   |          |       |       |
|  | Brasília          | 3          | 1          | 4          |   |          |       |       |
|  | Grêmio Brazlândia | 1          | 0          | 1          |   |          |       |       |
|  | Grêmio Brazlândia | 1          | 0          | 1          |   | Brasília | 0(3)  |       |
|  |                   |            |            |            |   | Brasília | 0(3)  |       |
|  |                   | Paranoá    | 0(4)       |            |   |          |       |       |
|  | Paranoá           | Paranoá    | 0(4)       | 2          | 4 | 6        |       |       |
|  | Paranoá           |            |            | 2          | 4 | 6        |       |       |
|  | Ceilandense       | 1          | 1          | 2          |   |          |       |       |

## Premiação
| Campeonato Brasiliebse Segunda Divisão 2021 |
| Paranoá                                     |
| ------------------------------------------- |
| Paranoá Campeão (3.º título)                |